# Mount Morris (village, New York)
Ne doit pas être confondu avec Mount Morris (New York).
Mount Morris est un village du comté de Livingston, dans l'État de New York, aux États-Unis,. En 2010, il comptait une population de 2 985 habitants.

## Démographie
Lors du recensement de 2010, le village comptait une population de 2 986 habitants. Elle est estimée, en 2019, à 2 785 habitants.